# Aconogonon
Aconogonon fue un género de plantas de la familia Polygonaceae. Taxonómicamente, resultó un género muy confuso, ya que la clasificación solía cambiar a lo largo de los años. Las especies incluidas aquí se incluyeron inicialmente en el género Aconogonon en su definición amplia y original establecida por Carlos Linneo. Dado que en este enfoque el género Polygonum resultó ser parafilético, las especies incluidas aquí se separan como género Aconogonon (pero también como sección Polygonum sect. Aconogonon). El género también está incluido en Koenigia como sinónimo. Estas plantas se encuentran en amplias zonas de Asia, el sur de Europa y América del Norte. 

## Descripción
Son arbustos grandes o perennes subarbustos, hierbas anuales rara vez. Las hojas suelen ser grandes y anchas, tubulares, eciliadas, membranosas. Inflorescencia en forma de una panícula ramificada. Las brácteas (ocreolas) no tubulares, muy abiertas. Flores pediceladas, pedicelo con o sin articulación. Periantio pentapartido, eglandular. coroloide. Estambres 8, rara vez menos, los exteriores a veces más cortos. Nectarios visible pero fusionados basalmente en una estructura en forma de disco prominente, confluye con las bases de los estambres. Estilos 2-3, por lo general muy cortos, estigmas capitados. El fruto es una nuez trígona con ángulos agudos, generalmente ejercida o rara vez insertado en los segmentos del perianto persistentes que encierra.

## Taxonomía
El género fue descrito por (Meisn.) Rchb.  y publicado en Handbuch des Naturlichen Pflanzensystems 236. 1837.  La especie tipo es: Aconogonon divaricatum (L.) Nakai ex T. Mori.
Etimología
Aconogonon: nombre genérico que deriva de las palabras griegas: akonao = "afilar", y gonia o gonos = "esquina, o ángulo", una alusión a los bordes afilados de la fruta.

## Especies
A continuación se brinda un listado de las especies del género Aconogonon aceptadas hasta mayo de 2014, ordenadas alfabéticamente. Para cada una se indica el nombre binomial seguido del autor, abreviado según las convenciones y usos. 
- Aconogonon hultenianum (Jurtzev) Tzvelev
- Aconogonon newberryi (Small) Soják
- Aconogonon smallii (Kongar) Soják